# Erythropitta gazellae
Erythropitta gazellae ("newbritainjuveltrast") är en fågel i familjen juveltrastar inom ordningen tättingar. Den betraktas oftast som underart till bismarckjuveltrast (Erythropitta novaehibernicae), men har getts artstatus av Birdlife International och IUCN. Tidigare fördes hela komplexet till arten Erythropitta erythrogaster. 
Fågeln förekommer i södra Bismarckarkipelagen på ön Niu Briten med angränsande öar. Den placeras i hotkategorin livskraftig.